# Pedicellaster hypernotius
Pedicellaster hypernotius is een zeester uit de familie Pedicellasteridae.
De wetenschappelijke naam van de soort werd in 1889 gepubliceerd door Percy Sladen.